# Tillandsia heteromorpha
Espèce
Classification phylogénétique

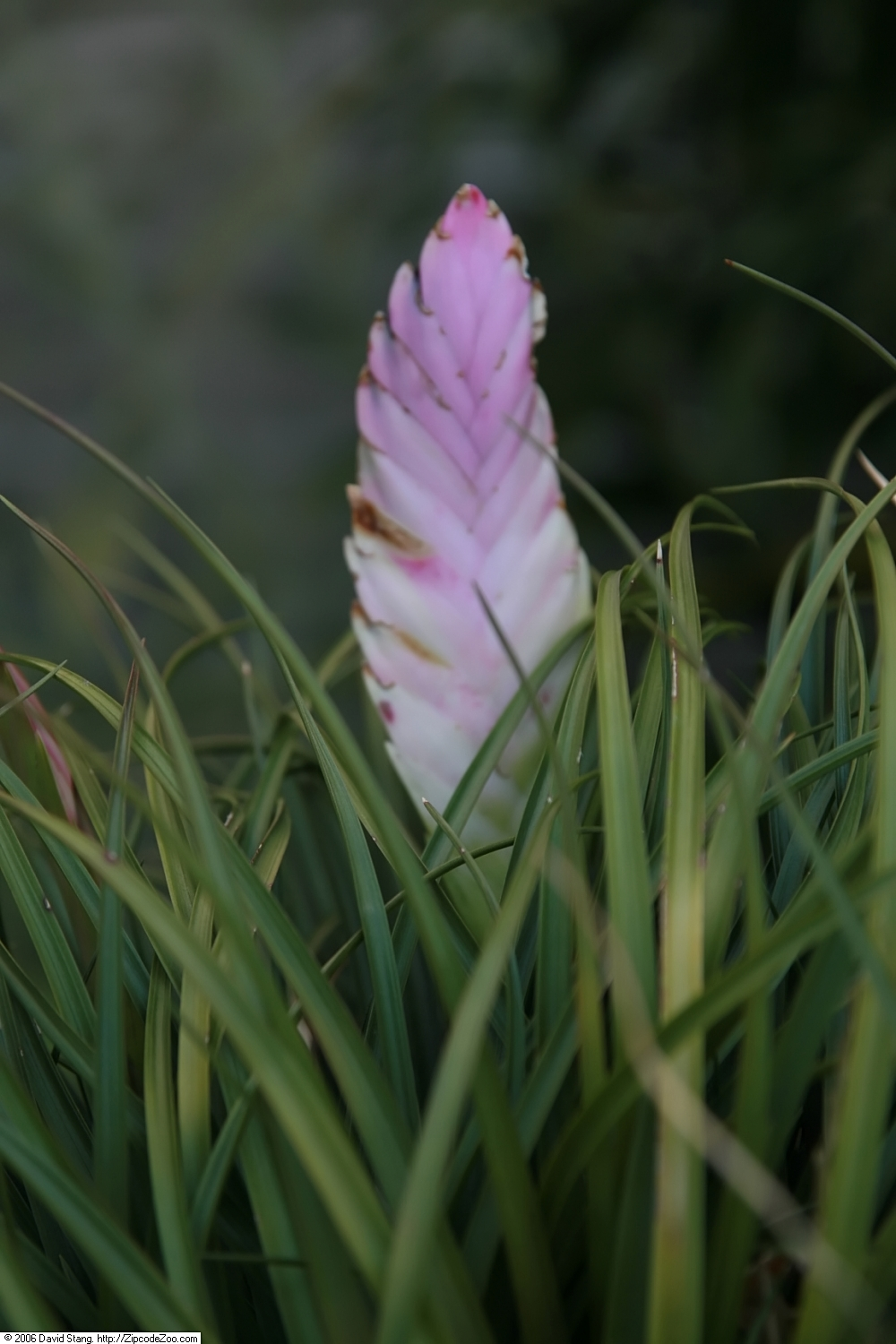
Tillandsia heteromorpha.

Tillandsia heteromorpha Mez est une espèce de plantes à fleurs de la famille des Bromeliaceae.
L'épithète heteromorpha signifie « hétéromorphe ; qui présente des formes différentes », mais la raison de cette appellation n'est pas explicitée dans le protologue.

## Protologue et Type nomenclatural
Tillandsia heteromorpha Mez, in Repert. Spec. Nov. Regni Veg. 3: 41 (1906)
Diagnose originale :
« Statura parva; foliis caulem longum dense quaquaverse vestientibus, lepidibus appressis dense obtectis incanis; scapo abbreviato nunc subnullo; inflorescentia densissima capituliformi, bipinnatim panniculata[sic]; spicis subdigitatim axi primario insertis, dense flabellatis, paucifloris, omnibus bracteas primarias aliquid superantibus; bracteis florigeris valde carinatis, dorso lepidotulis, laevibus vel sublaevibus; floribus erectis; sepalis subaequaliter fere liberis; petalis violaceis apice albis, genitalia bene superantibus. »
Type : leg. A. Weberbauer, n°. 3742, 1903-10-26 ; « Peruvia, prov. Huari, dept. Ancachs, in saxis valus ripae Puccha, supra Masin » ; « Oberhalb Masin im Thale des Púccha Flusses, Deptm. Ancachs, Prov. Huari. Felsen - 2500 m » ; Holotypus B [ Planche en ligne ].

## Synonymie
(aucune)

## Écologie et habitat
- Typologie : plante herbacée vivace rameuse, phyllotaxie alterne hélicoïdale ; saxicole[1],[2].
- Habitat : ?
- Altitude : 850 m[2] ; 2500 m (typus).

## Distribution
- Amérique du sud :
  -  Pérou
    - Ancash[1]
    - Cajamarca

## Comportement en culture
Tillandsia heteromorpha est de culture aisée en situation lumineuse et plutôt sèche.

## Taxons infraspécifiques

### Tillandsia heteromorphavar.heteromorpha
(autonyme)

### Tillandsia heteromorphavar.rauhiiL.Hrom.
Tillandsia heteromorpha var. rauhii L.Hrom., in Bromelie 5: 38 (2005)
Type : leg. H.Hromadnik & L.Hromadnik, n° HR 2181, 1976-8-22 ; « Cajamarca: upper part of the Río Chancay valley, 1200 m » ; Holotypus USM, Isotypus WU.
Distribution :
- Pérou
  - Cajamarca